# 금품1로
금품1로(Geumpum 1-ro)는 경기도 여주시 산북면 상품교차로 에서 금사면 금사교삼거리를 잇는 도로이다.

## 주요 경유지
경기도
- 여주시 (산북면 - 금사면)

## 노선
| 이름         | 접속 노선                        | 소재지 | 소재지 | 비고 |
| ------------ | -------------------------------- | ------ | ------ | ---- |
| 상품 교차로  | 국가지원지방도 제98호선 (광여로) | 여주시 | 산북면 |      |
| 후리교       |                                  | 여주시 | 산북면 |      |
| 범실고개     |                                  | 여주시 | 산북면 |      |
| 뒷고개       |                                  | 여주시 | 산북면 |      |
|              | 금사면                           | 여주시 |        |      |
| 하호교       |                                  | 여주시 |        |      |
| 금사교삼거리 | 금사로                           | 여주시 |        |      |

## 주요 시설및 건물
- 상품초등학교 (금품1로 15/상품리 12-1)
- 알뜰 대림주유소 (금품1로 436/상호리 120)
- 이포초등학교 하호분교장 (금품1로 695/하호리 188-3)